# Agylla zucarina
Agylla zucarina là một loài bướm đêm thuộc phân họ Arctiinae, họ Erebidae.